# Hakeem Olajuwon
Hakeem Olajuwon (Lagos, 21 januari 1963) is een voormalig Nigeriaans basketbalspeler die zich in 1993 tot Amerikaan naturaliseerde. De 2,11 meter lange Hakeem "The Dream" Olajuwon geldt als een van de beste centers in de geschiedenis van de NBA. Hakeem (de H voegde hij medio 1991 aan zijn naam toe) werd in 1996 gekozen als een van de "50 Greatest Players in NBA History": een van de vijftig beste spelers in de historie van de NBA en behoort tot het selecte aantal van 8 spelers die meer dan 20.000 punten en meer dan 12.000 rebounds in hun NBA-carrière scoorden.
Olajuwon speelde collegebasketbal voor Houston en was de topkeuze (voor Michael Jordan, die achter Olajuwon en Sam Bowie als derde werd gekozen) van de Rockets in de eerste ronde van de NBA-draft in 1984.
In twee seizoenen (1989-1990 en 1992-1993) kwam hij tot het hoogste aantal geblokte schoten in een NBA-seizoen, hetzelfde presteerde hij (in 1988-1989 en 1989-1990) voor wat betreft het aantal rebounds in een seizoen. Hij werd de eerste speler in de NBA die tot boven 2000 geblokte schoten en 2000 steals kwam. Hij voert de ranglijst aller tijden bij de Rockets aan voor wat betreft totaal aantal gescoorde punten, rebounds, geblokte schoten, steals en staat derde op de ranglijst qua assists. Olajuwon voert de ranglijst aller tijden van de NBA aan voor wat betreft geblokte schoten met 3830. Hij werd gekozen tot NBA's meest waardevolle speler (MVP) in het seizoen 1993-1994 en NBA's beste verdediger in 1992-1993 en 1993-1994.
In 1994 en 1995 behaalde hij de NBA-titel met zijn team Houston Rockets en werd in beide jaren verkozen tot de meest waardevolle speler van de finalereeks. In 1993-1994 had hij een primeur: in het jaar waarin de Rockets zijn eerste titel veroverde werd hij de eerste speler die in één seizoen gekozen werd tot meest waardevolle speler, beste verdediger en meest waardevolle speler van de NBA-finale.
Olajuwon speelde in twaalf All-Star wedstrijden en wedijvert met Patrick Ewing om de titel dominantste center van zijn generatie. Eén ding heeft hij in elk geval voor op zijn medestrever: twee NBA-titels. Olajuwon maakte van de Rockets een van de slechts vijf teams die NBA-titels wonnen in opeenvolgende jaren.
In 1996 won hij met het Amerikaans basketbalteam goud op de Olympische Spelen van Atlanta.
4 Charles Barkley · 
5 Grant Hill · 
6 Penny Hardaway · 
7 David Robinson · 
8 Scottie Pippen · 
9 Mitch Richmond · 
10 Reggie Miller · 
11 Karl Malone · 
12 John Stockton · 
13 Shaquille O'Neal · 
14 Gary Payton · 
15 Hakeem Olajuwon · 
Coach Lenny Wilkens
1 Brooks · 
7 Herrera · 
10 Cassell · 
11 Maxwell · 
17 Elie · 
21 Jent · 
25 Horry · 
30 Smith · 
33 Thorpe · 
34 Olajuwon · 
35 Cureton · 
50 Bullard · 
Coach Tomjanovich
7 Herrera · 
10 Cassell · 
11 Maxwell · 
17 Elie · 
22 Drexler · 
25 Horry · 
27 Jones · 
30 Smith · 
32 Chilcutt · 
34 Olajuwon · 
52 Brown · 
55 Tabak · 
Coach Tomjanovich
- International Standard Name Identifier: 0000 0000 3979 7994
- Library of Congress Control Number: n91106867
- Virtual International Authority File: 4116231
- WorldCat: E39PBJk94cKQ7Yy6vVkybrHjYP